# Gregarina holothuriae
Gregarina holothuriae is een soort in de taxonomische indeling van de Myzozoa, een stam van microscopische parasitaire dieren. Het organisme komt uit het geslacht Gregarina en behoort tot de familie Gregarinidae. Gregarina holothuriae werd in 1858 ontdekt door Schneider.